# شهرستان تیوگا (نیویورک)
شهرستان تیوگا، نیویورک (به انگلیسی: Tioga County, New York) یک سکونتگاه مسکونی در ایالات متحده آمریکا است که در ایالت نیویورک واقع شده‌است.

## خصوصیات
شهرستان تیوگا ۱٬۳۵۴٫۵۷ کیلومترمربع مساحت دارد.